# Matteo Bono
Matteo Bono (ur. 11 listopada 1983 w Ome) – włoski kolarz szosowy, zawodnik profesjonalnej grupy UAE Abu Dhabi. 

## Najważniejsze osiągnięcia
2005
- 1. miejsce w Trofeo Città di Brescia

2007
- 1. miejsce na 6. etapie Tirreno-Adriático
- 1. miejsce na 3. etapie Tour de Romandie
- 1. miejsce na 1. etapie Tour de Pologne (TTT)
- 3. miejsce w Klasika Primavera

2011
- 1. miejsce na 5. etapie Eneco Tour

## Starty w Wielkich Tourach
| Grand Tour | 2007 | 2008 | 2009 | 2010 | 2011 | 2012 | 2013 | 2014 | 2015 | 2016 |
| ---------- | ---- | ---- | ---- | ---- | ---- | ---- | ---- | ---- | ---- | ---- |
| Giro       | 139. | -    | 123. | 86.  | -    | 99.  | -    | 77.  | -    | -    |
| Tour       | -    | 117. | 14.  | 98.  | 93.  | -    | DNF  | -    | 118. | 136. |
| Vuelta     | -    | -    | -    | -    | -    | -    | -    | -    | -    | -    |